# Lo Graller
Lo Graller és el cim culminant del Montsec d'Estall, amb 1.330 metres. En algunes fonts en castellà apareix com a Mungay, pel proper poble de Montgai.